# Pulau Trangan
Pulau Trangan är en ö i Indonesien.   Den ligger i provinsen Moluckerna, i den östra delen av landet, 3 000 km öster om huvudstaden Jakarta. Arean är 2,1 kvadratkilometer.
Terrängen på Pulau Trangan är platt. Öns högsta punkt är 105 meter över havet. Den sträcker sig 86,9 kilometer i nord-sydlig riktning, och 52,9 kilometer i öst-västlig riktning.  I omgivningarna runt Pulau Trangan växer i huvudsak städsegrön lövskog.